# Église Saint-Vincent-de-Paul de Strasbourg
L’église Saint-Vincent-de-Paul est une église catholique située au n°2 avenue de Normandie, dans le quartier de la Canardière à la Meinau.
La première pierre a été posée le 15 juillet 1962. Elle est consacrée par Mgr Jean-Julien Weber le 8 décembre 1964 et se caractérise par son campanile de 30 mètres de hauteur, comportant quatre cloches, et l'utilisation du béton apparent.
L’architecte de l'église est André Le Donné et les vitraux sont de Léon Zack. Le maître-autel a été sculpté par Maxime Adam Tessier. L’orgue a été réalisé par l’entreprise Kern.
L’église comporte 600 places assises. Une chapelle de semaine de 70 places environ est située au niveau inférieur, ainsi qu’une grande salle paroissiale aménagée en salle de spectacle, et plusieurs salles de réunion.